# Carmen McRae in London
Carmen McRae in London, также известен как Carmen McRae at the Flamingo Jazz Club, — концертный альбом американской певицы Кармен Макрей, записанный в 1961 году в лондонском джаз-клубе Flamingo в сопровождении трио, состоящего из её постоянного пианиста Дона Эбни и британцев — Фила Симана (ударные) и Кенни Нэппера (бас). Альбом был выпущен в 1961 году только в Великобритании лейблом Ember Records.

## Отзывы критиков
| Оценки критиков | Оценки критиков |
| Источник        | Оценка          |
| --------------- | --------------- |
| AllMusic        | ·               |

Джон Буш в своём обзоре для AllMusic пишет: «Кармен Макрей очаровывает свою аудиторию набором мечтательных баллад („Body and Soul“, „A Foggy Day“, „Moonlight in Vermont“, „Stardust“). Она дорожит каждым слогом и ловко справляется с uptempo-номерами „Thou Swell“ и „Day in Day Out“. Альбом станет сокровищем для любого поклонника Кармен Макрей». Другой рецензент AllMusic Кен Драйден: «Певица находится в отличной форме на протяжении всего этого почти 38-минутного сета, поскольку она творит чудеса с такими стандартами, как сочная „Body and Soul“, игривая „Thou Swell“, в которой она добавляет вступительную строчку, указывающую на то, что она хочет перезапустить песню (на потеху публике), наряду с драматичным исполнением „Loverman“. Макрей обладает невероятным чувством времени, чему, без сомнения, помогают ее способности пианистк, она знает, как эффективно отставать от ритма и сохранять интерес к каждой песне».

## Список композиций
1. «I Could Write a Book» (Лоренц Харт, Ричард Роджерс) — 2:56
2. «Body and Soul» (Фрэнк Айтон, Джонни Грин, Эдвард Хейман, Роберт Саур) — 4:25
3. «Thou Swell» (Лоренц Харт, Ричард Роджерс) — 1:29
4. «'Round Midnight» (Берни Хэниген, Телониус Монк, Кути Уильямс) — 4:59
5. «A Foggy Day» (Джордж Гершвин, Айра Гершвин) — 1:37
6. «Don’t Ever Leave Me» (Оскар Хаммерстайн II / Джером Керн) — 3:09
7. «Moonlight in Vermont» (Джером Керн, Карл Сусседроф) — 3:56
8. «Day In — Day Out» (Руб Блум, Джонни Мерсер) — 1:58
9. «Lover Man» (ДЖимми Дэвис, Роджер Рамирес, Джимми Шерман) — 4:34
10. «Stardust» (Хоги Кармайкл, Митчелл Пэриш) — 4:11
11. «They Can’t Take That Away from Me» (Джордж Гершвин, Айра Гершвин) — 3:36

## Участники записи
- Кармен Макрей — вокал
- Дон Эбни — фортепиано
- Фил Симан — ударные
- Кенни Нэппер — басс-гитара